# Ramsund (Nordland)
Pour les articles homonymes, voir Ramsund.
Ramsund est une localité du comté de Nordland, en Norvège.

## Géographie
Administrativement, Ramsund fait partie de la kommune de Tjeldsund.